# قائمة الصحف في تونس
أصدرت تونس جريدة باسم الرائد التونسي منذ سنة 1860، ويوجد الآن في تونس حوالي 267 صحيفة ومجلة.

## الصحافة قبل الثورة
الصحافة في تونس لم تختلف في المجمل عن أغلب وسائل الإعلام التونسية قبل الثورة بصفة عامة، فقد كانت تتبنى وجهات نظر الحكومة وتتجنب عادة الخوض في المواضيع السياسية والاقتصادية. يتعرض وضع الإعلام التونسي إلى انتقادات شديدة من بعض الجمعيات المحلية والدولية من بينها نقابة الصحفيين التونسيين ، مراسلون بلا حدود  ومنظمة العفو الدولية.

## الصحافة في عهد المرزوقي
عرف القطاع تشردما، وتضاربا كبيرا بين الفصائل المختلفة، كما أن ما يمكن أن يصطلح عليه بالثورة المضادة أو أزلام الديكتاتوربة السابقة شن حملات تحريضية وسلبية ضد مجاولة بناء الديمقراطية الفتية في تونس، وقد كان أبرز المتضررين من تلك الحملات الرئيس التونسي السابق المنصف المرزوقي.
الذي وجد نفسه بين خيار المبادئ الديمقراطية التي كان ينادي بها أو مهاجمة الثورة المضادة، وما قد يخلفه الأمر في وقت عصيب يمر به العالم العربي، والأوضاع الحساسة غير المستقلة في تونس، فحاول المرزوقي الرد على معوقات الثورة المضادةّ، من خلال إصدار الكتاب الأسود الذي أُصدر باسم الرئاسة الجمهورية استنادا على وثائق ومستندات نجت من الإتلاف في قصر قرطاج الرئاسي إبان الثورة التونسية.
والكتاب الأسود هو كتاب صادر عن رئاسة الجمهورية التونسية إدارة الإعلام والتواصل، تحت رئاسة المنصف المرزوقي الذي كان في رئاسة الجمهورية، وذلك في أواخر نوفمبر 2013، تحت عنوان: "منظومة الدعاية تحت حكم ابن علي - الكتاب الأسود"  وقد جاء الكتاب بغلاف اللون الأسود في دلالة على الحقبة القمعية التي كانت تعيشها البلاد في ظل حكم زين العابدين بن علي. يفتح الرئيس السابق والمعارض السابق لنطام بن علي، أرشيف وحقائق في مجال الإعلام، وكذلك نوعية الإعلاميين الذين تعاملوا مع الرئيس المخلوع زين العابدين بن علي من التونسيين والأجانب والانحراف عن مهنية وأهداف الصحافة في تصوير الوقائع والحقائق لا في تزويرها.

## القائمة
ومن قائمة أبرز عناوين صحف تونس الناشطة نجد:

### الصحف اليومية
لابراس  ·  الصحافة  ·  الصباح  ·  لوطون  ·  الشروق  ·  لوكوتيديان  ·  الصريح  ·  التونسية  ·  المغرب

### الصحف الأسبوعية
الأخبار  ·  أخبار الجمهورية  ·  الإعلان ·  الأنوار  ·  البيان  ·  تونس هبدو ·  الحدث  · الصباح الأسبوعي  ·  الضمير  ·  المصور  ·  الحصاد الأسبوعي  ·  السور  ·  الجرأة  ·  آخر خبر

### الصحف المتحزبة
المستقبل  ·  الوحدة  ·  الوطن  ·  الأفق  ·  التونسي ·  الطريق الجديد ·  الموقف  ·  مواطنون  ·  الفجر

### الصحف الاكترونية
·  تونس نيوز ·  الفجر نيوز

### جرائد سابقة
الحاضرة  ·  الحرية  ·  العمل  ·  لاديبيش تونيزيان  ·  لو تونزيان  ·  نحن الشباب  ·  النسناس  ·  لورونوفو  ·  المشير  ·  الوزير  ·  كل الناس